# Affonso Gonçalves
Pour les articles homonymes, voir Gonçalves.
Affonso Gonçalves, né le 8 juin 1967 au Brésil, est un monteur de films américano-brésilien.
Il a monté de nombreux films acclamés par la critique tels que Winter's Bone (2010), Beasts of the Southern Wild (Les Bêtes du sud sauvage, 2012), Only Lovers Left Alive (2013), Carol (2015), Paterson (2016) et Wonderstruck (Le Musée des merveilles, 2017).
En 2014, Gonçalves a été nommé pour un Primetime Emmy Award du meilleur monteur pour l'épisode "Who Goes There" de la première saison de True Detective.

## Jeunesse
Gonçalves naît au Brésil. Il étudie à la London International Film School pendant trois ans avant d'étudier à l'American Film Institute pendant deux ans et demi.

## Carrière
Affonso Gonçalves est d'abord monteur en chef adjoint pour Welcome to the Dollhouse (Bienvenue dans l'âge ingrat, 1995) de Todd Solondz. Gonçalves est un collaborateur fréquent de Todd Haynes, commençant avec trois épisodes de la mini-série Mildred Pierce. Gonçalves est nommé par l'association des American Cinema Editors pour le prix du meilleur montage d'une mini-série ou d'un film pour la télévision. Il effectue le montage du film Carol (2015), pour lequel il reçoit une nomination aux Satellite Awards pour le prix du meilleur montage cinématographique,.
Gonçalves est également un collaborateur régulier de Jim Jarmusch, débutant sur Only Lovers Left Alive (2013) et continuant avec Paterson (2016), Gimme Danger (2016), et The Dead Don't Die (2019).
Gonçalves reçoit sa première nomination pour un Primetime Emmy Award du meilleur montage pour une série dramatique pour son travail sur True Detective (2014), et remporte le prix des American Cinema Editors pour le meilleur montage d'une série d'une heure pour la télévision non commerciale.
En 2016, Gonçalves monte Brooklyn Village réalisé par Ira Sachs.

## Filmographie partielle
| Année | Titre                                  | Réalisateur        |
| ----- | -------------------------------------- | ------------------ |
| 1996  | The Delta                              | Ira Sachs          |
| 1998  | The Adventures of Sebastian Cole (en)  | Tod Williams       |
| 1998  | Trans                                  | Julian Goldberger  |
| 2004  | Lignes de vie                          | Tod Williams       |
| 2005  | Forty Shades of Blue                   | Ira Sachs          |
| 2006  | The Hawk Is Dying                      | Julian Goldberger  |
| 2007  | Married Life                           | Ira Sachs          |
| 2010  | Night Catches Us (en)                  | Tanya Hamilton     |
| 2010  | Winter's Bone                          | Debra Granik       |
| 2011  | Mildred Pierce                         | Todd Haynes        |
| 2012  | Les Bêtes du sud sauvage               | Benh Zeitlin       |
| 2012  | Keep the Lights On                     | Ira Sachs          |
| 2012  | Marfa Girl                             | Larry Clark        |
| 2013  | Only Lovers Left Alive                 | Jim Jarmusch       |
| 2014  | Love Is Strange                        | Ira Sachs          |
| 2014  | True Detective (saison 1)              | Cary Joji Fukunaga |
| 2015  | Carol                                  | Todd Haynes        |
| 2015  | Mediterranea                           | Jonas Carpignano   |
| 2016  | Gimme Danger                           | Jim Jarmusch       |
| 2016  | Paterson                               | Jim Jarmusch       |
| 2016  | Brooklyn Village                       | Ira Sachs          |
| 2017  | A Ciambra                              | Jonas Carpignano   |
| 2017  | Le Musée des merveilles (Wonderstruck) | Todd Haynes        |
| 2018  | Marfa Girl 2                           | Larry Clark        |
| 2019  | The Dead Don't Die                     | Jim Jarmusch       |
| 2020  | Wendy                                  | Benh Zeitlin       |
| 2021  | A Chiara                               | Jonas Carpignano   |